# 國際網球總會
国际网球联合会（英語：International Tennis Federation，縮寫：ITF），簡稱国际网联，是世界网球、轮椅网球和沙滩网球的管理机构。其前身是1913年由12个国家网球协会成立的国际草地网球联合会（International Lawn Tennis Federation）。。截至2016年，ITF共有211个国家/地区协会和6个洲际协会会员。
ITF的管理职责包括维护和执行网球规则、规范国际团体比赛、推广网球运动以及通过反兴奋剂和反腐败计划维护这项运动的完整性。ITF与国际女子网球协会（WTA）和职业网球联合会（ATP）合作管理职业网球。
ITF代表国际奥林匹克委员会（IOC）组织大满贯赛事、年度男子团体世界杯（戴维斯杯）、女子团体世界杯（比利·简·金杯）和混合团体赛（霍普曼杯），以及夏季奥运会和残奥会的网球和轮椅网球赛事。ITF批准网球大满贯赛事以及跨年龄段（青少年、职业男子和职业女子、老年）和跨场地（轮椅网球、沙滩网球）的巡回赛。除这些巡回赛外，ITF还负责青少年、老年、轮椅网球和沙滩网球的世界排名。

## 历史
杜安·威廉姆斯是居住在瑞士的美国人，被公认为国际网球联合会的发起人和推动者。他在泰坦尼克号沉没事故中丧生。国际网球联合会最初称为国际草地网球联合会（ILTF），于1913年3月1日在法国巴黎的法国体育协会联盟（USFSA）总部举行了成立大会，12个国家的协会参加了会议。另有三个国家未能出席会议，但申请加入。投票权根据各个国家的重要性进行分配，英国草地网球协会（LTA）获得最多的六票。
英国草地网球协会被授予举办世界草地锦标赛的永久权利，这导致美国草地网球协会（USLTA）拒绝加入 ILTF，因为他们认为这一头衔应授予戴维斯杯。法国获准在1916年之前举办世界硬地网球锦标赛，此外还成立了世界室内网球锦标赛。
1923年，美国草地网球协会在两点妥协的基础上加入了ILTF：即取消世界锦标赛（World Championships）的称号，并「永远使用英语」。世界锦标赛被新的官方锦标赛类别取代，该类别包括澳大利亚、法国、英国和美国举行的主要锦标赛，即现在的四大满贯赛事。1924年，ILTF成为官方认可的组织，有权管理全世界的草地网球运动，并制定了正式的《ILTF网球规则》。
1939年，ILTF共有59个成员国。第二次世界大战期间，组织的资金转移到了英国伦敦，从此ITF就一直在伦敦运营。在1987年之前，ITF 的总部一直设在温布尔登，后来搬到了女王俱乐部隔壁的男爵宫。1998年，它再次搬迁到罗汉普顿英格兰银行球场（Bank of England Sports Ground），也就是现在的运营基地。1977年，由于大多数网球赛事不再在草地上进行，「草地」一词从该组织的名称中删除。
鉴于2022年俄罗斯入侵乌克兰，ITF取消了在俄罗斯和白俄罗斯举办的所有网球赛事。ITF还将俄罗斯排除在国际团体赛之外，其中包括戴维斯杯、比利·简·金杯和ATP杯（及后来的联合杯），并暂停了俄罗斯网球联合会和白俄罗斯网球联合会的资格。然而，ATP和WTA拒绝屈服于国际压力，拒绝禁止这两个国家的球员参赛，但只能以个人名义出现在赛场，不能出现任何带有国家象征性质的物品、标识和旗帜等。

## 出版物
国际网球联合会的官方年刊为《ITF年鉴》，介绍ITF在过去12个月中的活动。该年刊取代了《网球世界》，后者从1981年到2001年一直是ITF的官方年刊。此外，ITF每年还出版三次官方杂志。

## 组织架构

世界地图显示了属于ITF的国家和地区网球协会。颜色表示六个洲际协会。

### 成员协会
截至2017年，ITF共有211个国家和地区协会，其中148个为投票会员，63个为准会员。分配给每个投票会员（1、3、5、7、9或12票）的标准是：在ITF团体赛中的表现；职业球员（ATP/WTA）、青少年和轮椅网球排名；组织国际赛事的记录；以及对ITF基础设施的贡献。例如，法国获得12票，加拿大获得9票，埃及获得5票，巴基斯坦获得3票，博茨瓦纳获得1票。
洲际协会（或者称区域协会）成立于1975年7月，是六个「超国家协会（supra-national associations）」（欧洲、亚洲、非洲、北美、南美和澳大利亚），旨在缩小ILTF与国家/地区协会之间的差距。这些协会逐渐发展成为目前的区域协会：
  亚洲网球联合会 (ATF) – 44个成员
  中北美及加勒比海地区网球联合会 (COTECC) – 33个成员
  非洲网球联合会 (CAT) – 52个成员
  大洋洲网球联合会 (OTF) – 20个成员
  南美洲网球联合会 (COSAT) – 10个成员
  欧洲网球联合会 (TE) – 50个成员
  无区域隶属关系的ITF成员（加拿大和美国）

## 比賽
國際網球總會主辦三項國際團體比賽，分別為男子團體的戴維斯盃、女子團體的聯會盃、男女混合的霍普曼盃。该会也承认網球四大滿貫賽事：澳大利亞網球公開賽、法國網球公開賽、溫布頓網球錦標賽、美國網球公開賽。

## 备注
1. ↑  15个创始国是澳大拉西亚（澳大利亚和新西兰）、奥地利、比利时、丹麦、法国、德国、英国、匈牙利、意大利、荷兰、俄罗斯、南非、西班牙、瑞典和瑞士。加拿大、挪威和美国也受到邀请，但拒绝加入。

## 外部連結
- 國際網球總會網站（页面存档备份，存于）
- Tennis Play and Stay site （页面存档备份，存于）